# 豬緊迫症候群

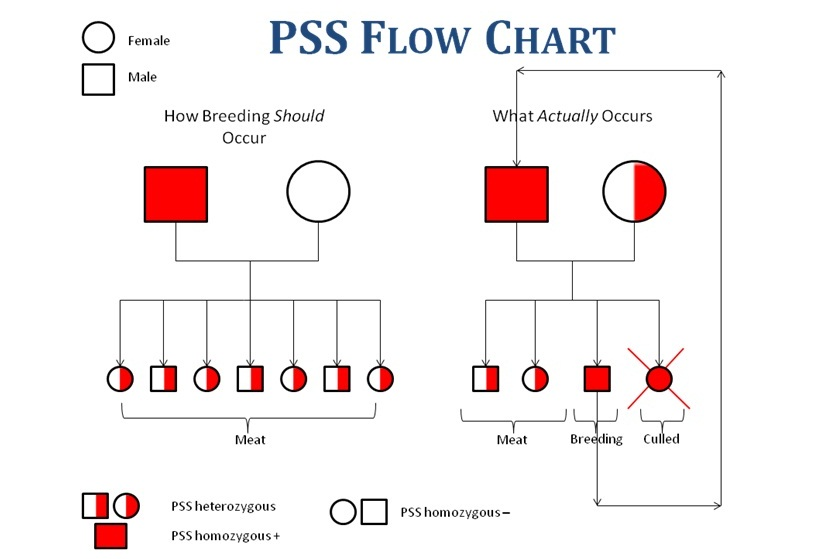
PSS缺陷遗传图

豬緊迫性症候群，或稱豬緊迫性綜合病症（英語：porcine stress syndrome），在舍飼的肉豬上常有發生。這種豬隻在遭遇緊迫情形，如打鬥，綑綁運送市場等常在中途突然死亡，充分表示無法適應緊迫情形。
本病與遺傳有關，在肉豬選種由以專選瘦肉型豬隻中常有發生。利用選種也可淘汰有關PSS的基因。
最早出現的症狀是肌肉與尾巴的顫抖，若緊迫因素繼續存在則有呼吸困難與不規則，皮膚出現蒼白與紅色斑塊，體溫上升、發紺以及明顯的酸血症(Acidosis)現象。最後發生昏迷、僵直、高熱與近似休克樣而告死亡。
豬緊迫性症候群病豬，死亡後剖檢可見腎上腺萎縮、肌肉蒼白與筋膜水腫。病豬由於血糖過低與高燒而死。由於死亡甚快，肌肉的變性多呈急性，亦少炎症變化。動物遭遇緊迫情況時多利用肌肉中的醣原為其能量的來源。對緊迫易感性較高的豬隻其應變的反應往往無法恰當。腎上腺皮質激素分泌不足而髓部的內分泌素又似過量。總隻肌肉的醣原分解作用有加速現象只是乳酸儲積過多。這種加速代謝反應造成患豬體溫上升。高燒與酸血造成豬隻的死亡。同時病豬也有血糖過低現象。對緊迫易感性高的豬隻的尿中往往可發現有較高的腎上腺素(Epinephrine)。血中的腎上腺皮質激素(Adrenal corticoids)的含量則未有定論，其代謝週轉率較正常豬隻為快速，ACTH的含量也較偏高。豬緊迫症候群尚需繼續研究以明致病，對緊迫易感性高的豬隻即使飼較多量的維他命E和硒(Se)也無法避免本病的發生。PSS與營養性肌病是並不相同的。